# 階段の聖母 (コレッジョ)
『階段の聖母』（かいだんのせいぼ、伊: Madonna della Scala, 英: Madonna of the Stairs）は、イタリア、ルネサンス期のパルマ派の画家コレッジョが1522年から1524年に制作した絵画である。フレスコ画。もともとはパルマの市壁の東の玄関口であるサン・ミケーレ門のベアータ・マリア・ヴェルジネ祈祷所のファサードに描かれた作品で、祈祷所が階段を上ったところにあったためにこの名前で呼ばれている。パルマでは古くからよく知られたコレッジョの作品の1つで、ジョルジョ・ヴァザーリも本作品を見て称賛している。現在はパルマ国立美術館に所蔵されている。

## 作品
聖母マリアは2本の円柱の間に幼いキリストを抱えて座っている。キリストの隠しきれない神秘性に触れた聖母は、慎ましやかにまぶたを伏せながら微笑んでいる。一方のキリストは対照的に生き生きとした動きを見せ、両脚を小さく折りたたみながら、聖母にしがみつき、聖母もまた華奢な両手でしっかりと抱き寄せ、白い布でキリストの身体を包んでいる。まぶたを伏せて微笑む聖母像はレオナルド・ダ・ヴィンチが描いた女性像の類型であるが、色彩においてはラファエロ・サンツィオの聖母像の影響が窺われる。ただしラファエロに着想を得た『聖母戴冠』ほどの洗練さは見られないが、ヴェネツィア派的な暖かみのある明快な色調であると指摘されている。コレッジョは神聖な聖母子の結びつきを愛情のある人間の日常の姿として描いている。両者を結び付つける愛情は抱擁だけでなく、触れ合う手や顔、聖母の懐が安心できる場所であることを物語っている幼児キリストの折りたたまれた両脚によって表現されている。それらはほぼ同心円を描くような動きで強調され、直線を用いることなく、曲線や蛇行が全体を支配している。このコレッジョの独特の芸術性は漆喰の上から読み取れるカルトンから転写された下絵の線からも読み取れる。へらで漆喰の上に付けられた線は大まかなものではあるが、常に曲線を志向している。背景の円柱の間には風景が描かれていたが、剥落が激しく、現在はかすかに窺うことしかできない。

## 来歴

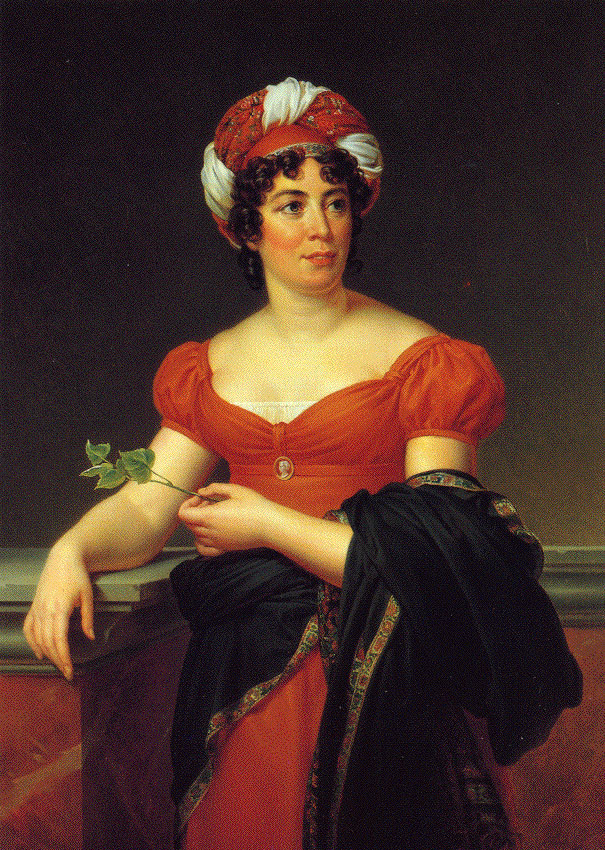
スタール夫人。

本作品はパルマの東門の市壁に描かれたことから、パルマ市民の崇敬を受け、都市の守護と都市を訪れる旅行者をもてなす機能を持つこととなった。1542年にパルマで本作品を見たヴァザーリは、後年自身の著書の中で、コレッジョは「パルマの市門の上に幼児を抱く聖母マリアを描いた。このフレスコ画の愛らしい色彩は見る者の目を驚かせたため、彼の他の作品を見たことがない通りすがりの旅行者の間でも大きな評判を呼んだ」と述べている。フレスコ画は過去に2度の破壊から免れている。1545年、パルマのファルネーゼ家出身のローマ教皇パウルス3世は市壁の拡張を計画し、それに伴ってフレスコ画が描かれていた祈祷所の周囲にも市壁が建設されようとした。しかし同じくパルマのサン・フランチェスコ教会（Church of San Francesco）の『受胎告知』（Annunciazione）と同様にフレスコ画の保全が即座に決定された。1812年にはナポレオン軍が防衛上の観点から祈祷所の破壊を命じた。このときフレスコ画は市壁から剥がされてパルマ美術アカデミーに移された。

もっとも、フレスコ画の保存状態はそれ以前から劣悪な状態に置かれていた。1785年にパルマを訪れたイギリス人旅行家イェンス・ウルフ（Jens Wolff）が憤慨して語った言葉によると、人々は篤い信仰心からフレスコ画の聖母の頭部に銀製の冠を取りつけていたが、金属製の金具で直接固定したため、とりわけ頭部の絵画層漆喰の剥落を招くことになった。『階段の聖母』は1805年にスタール夫人の小説『コリンナあるいはイタリア』（Corinne ou l'Italie）でも取り上げられている。スタール夫人によるとフレスコ画は普段はカーテンで覆われていて、見物人が来ると開かれた。スタール夫人は物語の中でスコットランド貴族のネルヴィル卿とルシールを市壁の祈祷所に訪れさせている。そしてフレスコ画を「謙虚さと優美の理想」と呼び、2人に『階段の聖母』を見せるだけでなく、ルシールに聖母と同じポーズをとらせている。
スタール夫人もまたフレスコ画が酷く傷んでいることに触れている。ナポレオン軍が祈祷所を取り壊したのはその後のことであった。その後、1948年に支持体の変更が行われ、キャンバスに移し替えられた。これは絵画の保全に必要な措置であったが、絵画の変色を招くことにもなった。